# Cañazas (huyện)
Huyện Cañazas là một huyện (distrito) thuộc tỉnh Veraguas ở Panama. Theo điều tra dân số năm 2000, huyện này có dân số 15999 người. Huyện Cañazas có diện tích 800 km². Huyện lỵ đóng tại Cañazas.